# IDIS „Viitorul”
Institutul pentru Dezvoltare și Inițiațive Sociale (abreviat IDIS „Viitorul”) este o instituție neguvernamentală din Republica Moldova.
Institutul pentru Dezvoltare și Inițiative Sociale, succesorul de drept al Fundației „Viitorul”, are drept scop formarea de instituții democratice și dezvoltarea unui spirit de responsabilitate efectivă printre oamenii politici, funcționari publici și cetățenii țării. Domenii prioritare ale activității sunt:
- Promovarea unei guvernări mai transparente și mai responsabile în Moldova;
- Reformarea sistemului de administrație publică locală și regională;
- Oferirea suportului tehnic și teoretic în favoarea unei dezvoltări locale durabile;;
- Cooperarea regională, văzută ca un instrument esențial pentru depășirea conflictelor teritoriale și a subdezvoltării economice, care frustrează arealul rural din Republica Moldova, punându-și în serviciul acestor scopuri întreaga sa competență profesională.